# Truls Mørk
Truls Olaf Otterbech Mørk (nacido el 25 de abril de 1961) es un violonchelista noruego.

## Biografía
Mørk nació en Bergen, Noruega de un padre violonchelista y una madre pianista. Su madre empezó a enseñarle piano cuándo tenía siete años. Mørk también tocó el violín, pero pronto cambió al violonchelo, tomando lecciones de su padre.
Mørk empezó sus estudios con Frans Helmerson a los 17 años en el Edsberg Music Institut. Admirador de Mstislav Rostropovich y la escuela rusa de violonchelo, Mørk fue a estudiar con la violonchelista rusa Natalia Shakhovskaya.
En 1982 Mørk fue el primer músico escandinavo en llegar a las finales del Concurso Chaikovski de Moscú, desde Arto Noras en 1966 y ganó el sexto premio. Posteriormente gana el segundo premio en 1986, en la Naumburg Competition en Nueva York y también en 1986 la Cassado violonchelo Competition en Florencia. En 1989 hace su primera gira importante de conciertos, actuando con muchas de las mejores orquestas de Europa. En 1994 visita los Estados Unidos con la Oslo Philharmonic, incluyendo debuts en el Carnegie Hall y el Kennedy Center.
Su discografía incluye registros galardonados de los conciertos de Shostakovich y de las Suites de Bach para violonchelo. Ha grabado para las etiquetas Virgin Classics y Harmonia Mundi. Su interés por la música de cámara le llevó a la fundación del Festival de Música de Cámara Internacional de Stavanger.
En abril de 2009 Mørk experimentó una infección del sistema nervioso central, presumiblemente causada por una mordedura de ixodida recibida en los Estados Unidos en 2006, con subsiguientes encefalitis y parálisis en los músculos de hombro del brazo izquierdo. En el otoño de 2009 expresa su preocupación de no poder ser capaz de actuar otra vez. Estuvo 18 meses fuera de la actividad de concierto y durante este tiempo le fue otorgado el Premio Sibelius de 2010, al conjunto de su carrera.
Mørk es profesor en la Academia Noruega de Música en Oslo. Durante más de 30 años ha tocado  un violonchelo del luthier Domenico Montagnana (Venecia, 1723), cuya voluta fue realizada por Stradivarius. El SR Bank of Norway adquirió el violonchelo para cedérselo. En 2020, el instrumento fue comprado por la "Dkfm. Angelika Prokopp Privatstiftung", quien lo ha cedido a la violoncellista Harriet Krigjh.

## Honores
- 1991: Spellemannprisen in the category Chamber music, together with Håkon Austbø for the album Verker av Franck, Chausson, Debussy, Poulenc
- 1992: Spellemannprisen in the category Orchestral music for the album Joseph Haydn: violonchelo conserts, with Det Norske Kammerorkester cond Iona Brown
- 1993: Spellemannprisen in the category Orchestral music for the album Dvorák; violonchelo-konsert/Tsjaikovskij: Rokokko-variasjoner, with Oslo Philharmonic Orchestra cond. Mariss Jansons
- 1995: Spellemannprisen in the category Orchestral music for the album Sjostakovitsj: violonchelo Concerts, with London Philharmonic Orchestra cond. Mariss Jansons
- 1999: Spellemannprisen in the category Classical music, for the album Elgar: violonchelo Concert and Britten: violonchelo Symphony

## Discografía (selección)

### Solista
- 1987: Truls Otterbech Mørk, Arne Nordheim, George Crumb, Ingvar Lidholm, Zoltan Kodaly (Simax Classics)
- 1992: Joseph Haydn:violonchelo Concertos (Simax Classics), with The Norwegian Chamber Orchestra cond. Iona Brown
- 1993: Dvořák: violonchelo Concerto (Virgin Classics), with Oslo Philharmonic Orchestra cond. Mariss Jansons
- 1994: Grieg violonchelo Sonata / Sibelius Malingonia (Virgin Classics), with Jean-Yves Thibaudet
- 1995: Dmitri Shostakovich:violonchelo Concertos 1 & 2 (Virgin Classics), with The London Philharmonic Orchestra cond. Mariss Jansons
- 1996: Rachmaninov, Miaskovsky: violonchelo Sonatas (Virgin Classics), with Jean-Yves Thibaudet
- 1999: Elgar, Britten: violonchelo Concerto / violonchelo Symphony (Virgin Classics), with The City Of Birmingham Symphony Orchestra cond. Sir Simon Rattle
- 2000: Benjamin Britten: violonchelos Suites 1-3 (Virgin Classics)
- 2000: Harald Sæverud: violonchelo Concerto • Symphony No. 8, "Minnesota" (BIS Records), with Stavanger Symphony Orchestra cond.  Ole Kristian Ruud
- 2001: Aaron Jay Kernis: Colored Field / Musica Celestis / Air (Virgin Classics), with Minnesota Orchestra cond.  Eiji Oue
- 2002: Grieg: violonchelo Sonata / String Quartet (Edvard Grieg Museum, Virgin Classics)
- 2002: Henri Dutilleux: Tout Un Monde Lointain... / L'Arbre Des Songes / 3 Strophes Sur Le Nom De Sacher (Virgin Classics), with Renaud Capuçon and the Orchestre Philharmonique de Radio France cond. Myung-Whun Chung
- 2004: Arvo Pärt: Pro & Contra (Virgin Classics), with the Estonian National Symphony Orchestra cond. Paavo Järvi
- 2005: Johann Sebastian Bach: violonchelo Suites (Virgin Classics)
- 2006: Reflection (Deutsche Grammophon), with Hélène Grimaud, Anne Sofie Von Otter and Staatskapelle Dresden cond. Esa-Pekka Salonen
- 2007: Matthias Pintscher: En Sourdine (Kairos Records), with Frank Peter Zimmermann, Christophe Desjardins, Ensemble Intercontemporain, NDR Sinfonieorchester, Matthias Pintscher
- 2007: Vadim Repin, Brahms: Violin Concerto - Double Concerto (Deutsche Grammophon), with Vadim Repin and the Gewandhausorchester cond. Riccardo Chailly
- 2009: Haflidi Hallgrímsson: violonchelo Concerto / Herma (Ondine Records), with the Scottish Chamber Orchestra cond. John Storgårds
- 2012: Einojuhani Rautavaara: Modificata / Incantations (Percussion Concerto) / Towards The Horizon (violonchelo Concerto No. 2) (Ondine Classics), with Colin Currie, Truls Mørk and the Helsinki Philharmonic Orchestra cond. John Storgårds

### Recopilaciones
- 1993: Movements (Statoil), with Leif Ove Andsnes, Ole Edvard Antonsen, Marianne Thorsen
- 1995: Andsnes, Antonsen, Mørk (EMI Classics)
- 2004: violonchelo Concertos (Virgin Classics), 5xCD
- 2005: Haydn: Violin Concertos • violonchelo Concertos (Virgin Classics), 2xCD
- 2006: Chostakovitch: violonchelo Concertos (EMI Classics), 5xCD
- 2013:  Truls Mørk - Greatest violonchelo Concertos (Erato\Warner Classics), 9XCD